# アンドレイ・シドレンコフ
アンドレイ・シドレンコフ（Andrei Sidrenkov, 1984年2月12日 - ）は、旧ソビエト連邦、エストニア、シッラマエ出身の元サッカー選手。現役時代のポジションはDF。

## 来歴
2016年2月、ノーメ・カリュFCに加入した。

## 代表
- エストニア代表 2004-2013